# Suhmsgade

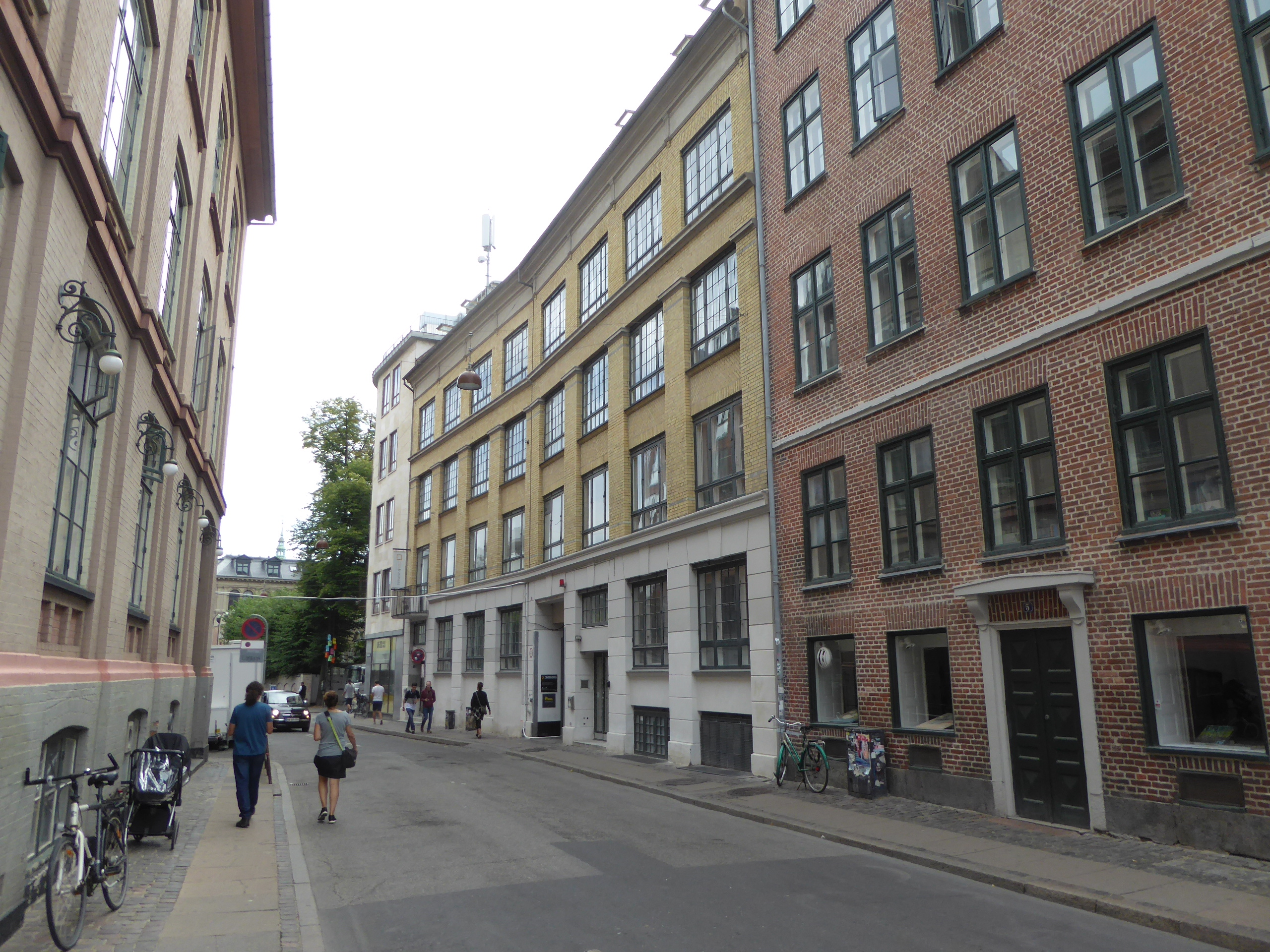
Suhmsgade

Suhmsgade (auch Suhms-Gade) ist eine Straße in der Innenstadt der dänischen Hauptstadt Kopenhagen. Die Straße verlängert die Pilestræde und verbindet das Landemærke (Landemærket) mit dem Hauserplatz.

## Geschichte
Suhmsgade wurde unmittelbar nach dem Angriff auf Kopenhagen im September 1807 angelegt. Sie ist nach dem Historiker und Büchersammler Peter Frederik Suhm benannt, dessen großes Gebäude mit einer Büchersammlung von 100 000 Bänden an der benachbarten Straße Pustervig lag. 1778 stellte er seine Bibliothek der Öffentlichkeit zur Verfügung.
An Suhmsgade 4 liegt das Anemoneteater (dänisch Anemone Teatret). Der Maler Julius Exner wohnte von 1874 bis 1888 an Suhmsgade 5 / Hauserplatz 14.
Nach Suhm ist eine weitere Straße, in Oslo, benannt, siehe Suhms gate.

## Suhmsgade in der Literatur

### Søren Kierkegaard
In Søren Kierkegaards Stadien auf des Lebens Weg wird Suhms-Gade im Eintrag des Verfassers der Handschrift aus dem dritten Teil des Werkes für den 28. Februar erwähnt. Der Autor der Handschrift erzählt, er gehe jeden Mittwoch um 4 Uhr auf den Hauserplatz, um den Goldschmied aufzusuchen. Am 28. Februar kommt er um 5 Minuten früher und erblickt nach zwei Minuten seine ehemalige Geliebte, die in Richtung Tornebuske-Gade nach ihm auf seiner üblichen Wegstrecke späht. Daraufhin springt er aus dem Laden, biegt in die Suhms-Gade und gelangt abermals an Hauserplatz von der Tornebuske-Gade her, an deren Ende beide aneinander vorbeigehen.

### Tove Ditlevsen
An ihrem achtzehnten Geburtstag (dem 14. Dezember 1935) packte Tove Ditlevsen bei den Eltern in Vesterbro ihre Koffer und bezog ein Zimmer im Kopenhagener Stadtteil Østerbro. Sie besaß jetzt ein eigenes Refugium und arbeitete an Gedichten, Erzählungen, dem Entwurf eines Theaterstücks und dem ersten Kapitel eines Romans, fühlte sich aber in dem fremden Quartier nicht für voll genommen.
So amüsierte sie sich im Zentrum Kopenhagens in Tanzlokalen wie dem Olympia oder dem Heidelberg und in einer Bar für lesbische Frauen, wo sie äußerst lebhaft und die ganze Zeit auf der Tanzfläche war. Als attraktive, fröhliche Frau war sie ein Männerschwarm.
Ihre erste Liebe verlor sie schon nach der ersten Nacht, die sie Hand in Hand gemeinsam durch Kopenhagen wanderten. Der junge Mann zog am nächsten Morgen als Freiwilliger gegen Francisco Franco in den Spanischen Bürgerkrieg (ab Juli 1936). Tove Ditlevsen erinnert sich später:

„Um fünf Uhr ging er in die Volksküche der Suhmsgade, und wir verabschiedeten uns auf ewig. Ich ging nach Hause und schrieb ein Gedicht über ihn, das meine Wirtin am nächsten Tag wegwarf, als sie mein Zimmer sauber machte.“